# Shanghai Challenger 2012
Lo Shanghai Challenger 2012 è stato un torneo professionistico di tennis maschile giocato sul cemento. È stata la 2ª edizione del torneo, facente parte dell'ATP Challenger Tour nell'ambito dell'ATP Challenger Tour 2012. Si è giocato a Shanghai in Cina dal 3 al 9 settembre 2012.

## Partecipanti

### Teste di serie
| Nazionalità   | Giocatore      | Ranking* | Testa di serie |
| ------------- | -------------- | -------- | -------------- |
| Taipei cinese | Lu Yen-hsun    | 64       | 1              |
| Giappone      | Tatsuma Itō    | 67       | 2              |
| Israele       | Dudi Sela      | 109      | 3              |
| Giappone      | Yūichi Sugita  | 163      | 4              |
| Cina          | Zhang Ze       | 171      | 5              |
| India         | Yuki Bhambri   | 188      | 6              |
| Israele       | Amir Weintraub | 200      | 7              |
| Cina          | Wu Di          | 206      | 8              |

- 1 Ranking al 27 agosto 2012.

### Altri partecipanti
Giocatori che hanno ricevuto una wild card:
- Chang Yu
- Li Zhe
- Ouyang Bowen
- Wang Chieh-fu

The following players received entry as a special exempt:
- Gong Maoxin
- Christopher Rungkat

Giocatori che sono passati dalle qualificazioni:
- Antony Dupuis
- Norbert Gombos
- Sanam Singh
- Jose Statham

## Campioni

### Singolare
- Lu Yen-hsun ha battuto in finale  Peter Gojowczyk con il punteggio di 7–5, 6–0

### Doppio
- Sanchai Ratiwatana /  Sonchat Ratiwatana hanno battuto in finale  Yuki Bhambri /  Divij Sharan con il punteggio di 6–4, 6–4